# Marco Fulvio Petino
Marco Fulvio Petino (in latino Marcus Fulvius Paetinus; fl. III secolo a.C.) è stato un politico romano.

## Biografia
Fu eletto console nel 299 a.C. con Tito Manlio Torquato. Portò a termine l'assedio della città umbra di Nequinum, l'attuale Narni.